# Orange vävare
Orange vävare (Ploceus aurantius) är en fågel i familjen vävare inom ordningen tättingar.

## Utseende och läte
Orange vävare är en medelstor vävare med en lång och rätt slank näbb. Hanen är mestadels bjärt gul med orangefärgad strupe och svart tygel. Honan är mycket mer anspråkslös i fjäderdräkten, gröngul med vit buk. Ögonfärgen på båda könen kan vara vitaktig eller röd och näbben mestadels skäraktig eller svart. Lätena är typiska för vävare, "chet" och fräsande sång som liknats med radiostörningar. Hanen liknar saffransvävare men är slankare med tunnare näbb. Honan kan förväxlas med en rad andra vävarhonor och hanar utanför häckningstid, men ses ofta tillsammans med hanen.

## Utbredning och systematik
Orange vävare förekommer i Afrika söder om Sahara, i syd till Tanzania. Den delas in i två underarter med följande utbredning:
- Ploceus aurantius aurantius – förekommer från Sierra Leone till Kamerun, Gabon, nordöstra Angola och Demokratiska republiken Kongo
- Ploceus aurantius rex – förekommer från området vid Victoriasjön i södra Uganda till västra Kenya och nordvästra Tanzania

## Levnadssätt
Orange vävare hittas kring våtmarker, som sjöar, floder och träsk. Den häckar i kolonier.

## Status
Arten har ett stort utbredningsområde och beståndet anses stabilt. Internationella naturvårdsunionen IUCN listar den därför som livskraftig (LC).